# VentureOne

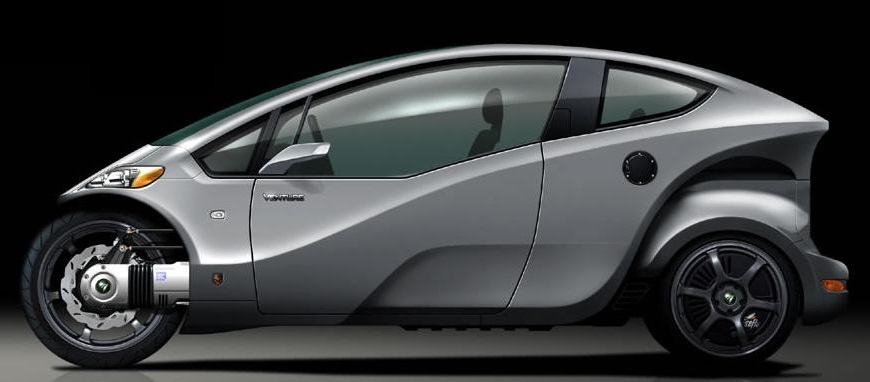
VentureOne

VentureOne – amerykański dwuosobowy trójkołowiec z napędem hybrydowym, zbudowany na bazie rozwiązań technicznych zastosowanych w holenderskim pojeździe Carver. 